# Strandbad Wannsee
Strandbad Wannsee is een openbaar badstrand aan de oostelijke oever van de Großer Wannsee, een meer in Berlijn, ten zuiden van het eiland Schwanenwerder. Het werd in 1907 geopend en maakt deel uit van een beschermd drinkwater- en landschapsgebied. Het wordt tegenwoordig uitgebaat door de Berliner Bäder Betriebe.
De totale oppervlakte van het Wannsee Strandbad bedraagt 355.000 m², waarvan 130.000 m² wateroppervlakte; het is het grootste badstrand van Europa dat niet aan zee ligt. Het badstrand bestaat uit een zandstrand van 1200 meter lengte en 50 tot 80 meter breedte, dat overgaat in een langzaam aflopende meerbodem.
Op ongeveer 50 meter vanaf het strand staat een waterglijbaan. Er zijn diverse douche- en toiletfaciliteiten aanwezig en voorzieningen als een speelplaats en bootverhuur. Men kan op het strand liggen of op de (grotere) grasvelden die verheven zijn boven het strand op een terras. Zo'n 10 à 15% van het strand is gereserveerd voor nudisten.

## Parkeren en vervoer
Het badstrand is te bereiken met de Berlijnse S-bahn. Dit kan door via lijn S1 of S7 bij halte Wannsee uit te stappen en aldaar de bus te nemen. Voorts is er een nabijgelegen parkeerplaats.